# Joseph Duveen

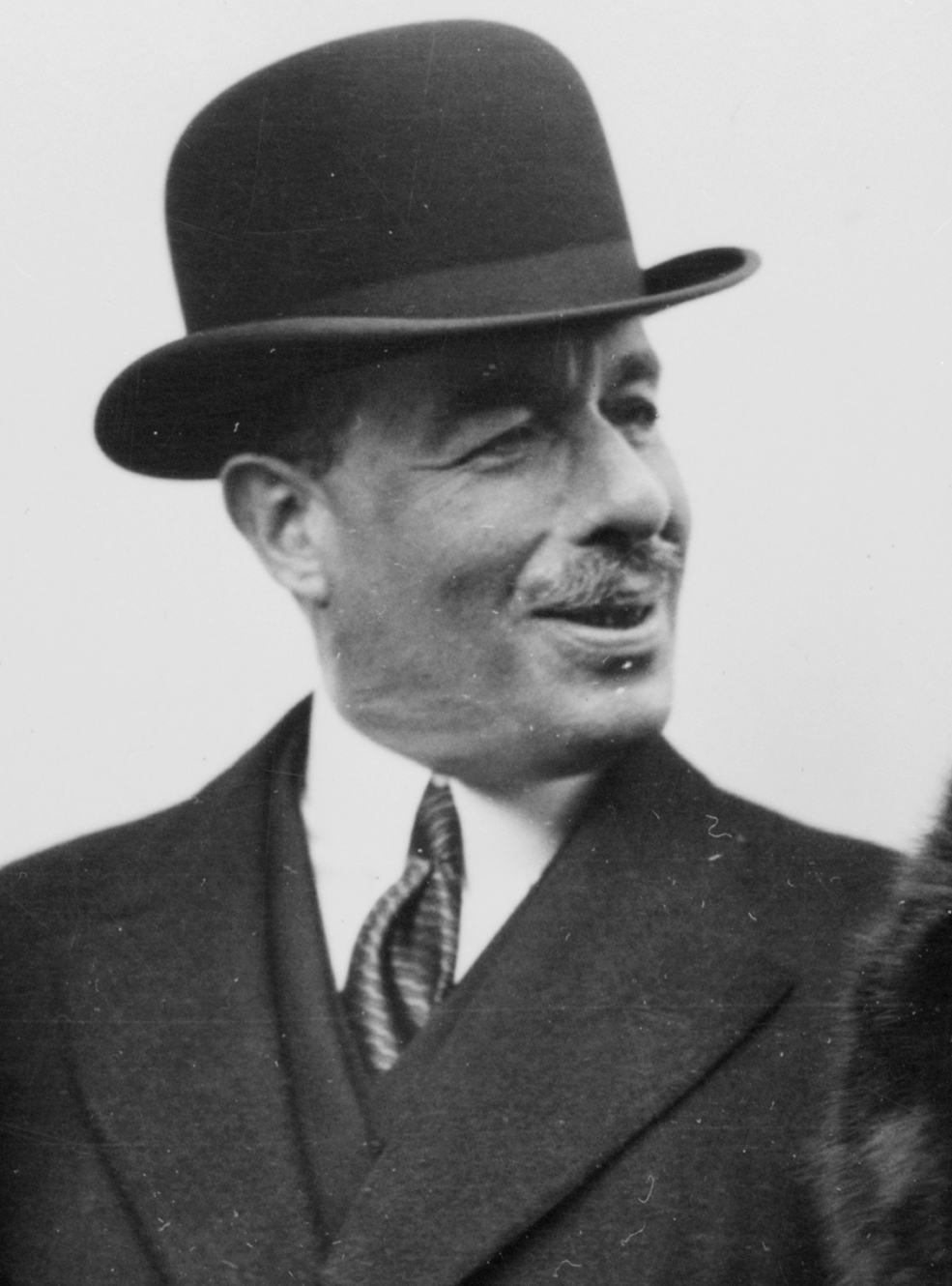

Joseph Duveen (1869 - 1939), primer Barón de Duveen, fue un marchante de arte británico, uno de los más importantes del XX .

## Biografía

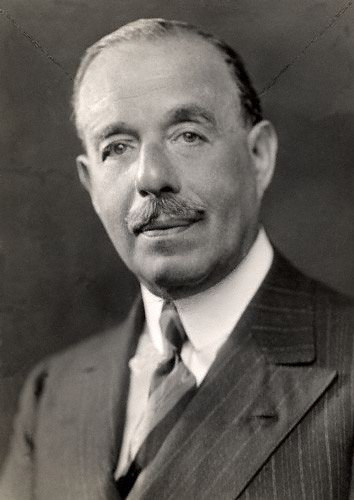
Joseph Duveen, fotografiado por George Charles Beresford.

Británico de nacimiento, Joseph Duveen fue uno de los catorce hijos nacidos en el seno de una familia de comerciantes de origen neerlandés y raíces sefardíes, especializada en el comercio de objetos preciosos y artísticos. Su padre, Joseph Joel Duveen (1843-1908), nació en Meppel (Países Bajos) y se instaló en Hull (Inglaterra, Reino Unido) en 1866, donde se especializó en la importación de porcelana de lujo, de muebles franceses y de alfombras persas. Contrajo matrimonio con Rosettta Barnett, la hija de su socio. 
Posteriormente se asoció con su hermano, Henry J. Duveen (1854-1919), reconocido filatelista, fundando juntos la compañía "Duveen Brothers". Abrieron su primera filial en Londres en Oxford Street y posteriormente en Nueva York (1877), primero en la esquina de la calle Broadway y la calle 19 y posteriormente en la Quinta Avenida, ayudando a nutrir las colecciones de arte de los nuevos millonarios estadounidenses de la Gilded Age o Edad Dorada. 
En 1894, abrieron una segunda galería en Londres, en Old Bond Street, ampliando su oferta de mercancías a los tapices renacentistas y barrocos, de los que acaban teniendo el monopolio de su importación. Tres años antes, ya habían comenzado a comprar cuadros antiguos. Como jefes de su muy lucrativa empresa, que en 1897 alcanzaba ya unos beneficios cercanos al medio millón de libras esterlinas, Joseph Joel y Henry incorporaron al negocio al joven Joseph, donde se forma a partir de los años 1900 a través de dos operaciones que causaron sensación en la prensa: la adquisición de las colecciones del banquero alemán Oscar Hainauer (junio 1906) y del financiero francés Rodolphe Kann (1907) por 250.000 £ y 750.000 £, respectivamente.
Gracias a la experiencia familiar en el mercado estadounidense, Joseph Duveen comprendió, desde muy joven, que las fortunas acumuladas en Estados Unidos podían hacerse con las obras de arte conservadas hasta entonces por los aristócratas y grandes terratenientes europeos, ahora empobrecidos a causa del hundimiento de los precios agrícolas iniciado a partir de los años 1880. De esta forma, construiría su fortuna sobre dos nuevas circunstancias que fue capaz de descubrir: por un lado, la emergencia de una clase adinerada estadounidense que deseaba coleccionar arte europeo, en parte rechazado por los propios europeos; por otro lado, un cambio en los gustos en las colecciones europeas privadas. Junto a ello, comenzó a constituir, por su cuenta, una importante colección de cuadros.
Su bautizo en el mercado del arte tuvo lugar en junio de 1901, cuando el millonario Benjamin Altman le encargó comprar en una subasta un cuadro de John Hoppner, por el que pagó 14.752 £, una cifra muy elevada en aquellos tiempos para una pintura de la escuela inglesa. El cuadro fue enviado a Nueva York, pero a Altman no le gustó, por lo que regresó a Londres, donde Duveen lo revendió a lord Herbert Michelham por un premio irrisorio. Este fracaso le sirvió de lección.
A partir de 1906, Joseph Duveen contrató a Bernard Berenson como experto para las transacciones sobre ciertos cuadros del Renacimiento y comenzó a trabajar con el historiador de arte alemán Wilhelm von Bode: ambos hombres, reconocidos internacionalmente y, por cierto, rivales entre sí, le ayudaron a educar su mirada y a aprender a distinguir los numerosos cuadros falsos o realizados por discípulos de maestros que pululan por el mercado de obras originales. Ese mismo año, se emancipó del control de su padre, ya mayor, gracias a la ayuda de su tío Henry, tomando el control financiero de la compañía "Duveen Brothers", a la cual solo se habían incorporado tres de sus otros hermanos: Louis, Ernest y Benjamin.
En 1907, hizo construir por el arquitecto neoclásico René Sergent (1865-1927), que se inspiró en el Pequeño Trianón de Versalles, una galería de exposición en la Plaza Vendôme, en París. Los hermanos Duveen pasaron así a controlar una red de galerías del mismo nivel que las de Colnaghi, Goupil o Knoedler. Entre sus clientes más adinerados figurarían los estadounidenses Henry Clay Frick, William Randolph Hearst, John Pierpont Morgan, Andrew Mellon, Henry E. Huntington, Samuel Henry Kress o John D. Rockefeller. Joseph ayudó sobre todo al banquero Edward T. Stotesbury y a su mujer Eva a adquirir un lujoso mobiliario para amueblar Whitemarsh Hall, una de las mayores residencias privadas de Estados Unidos.
En 1921, vendió El joven azul de Thomas Gainsborough -que, en el colmo de la ironía, había pertenecido a John Hoppner- al multimillonario estadounidense Henry E. Huntington por la suma de 182.200 £, marcando un récord (el cuadro se encuentra actualmente en la Biblioteca Huntington).

## Donaciones

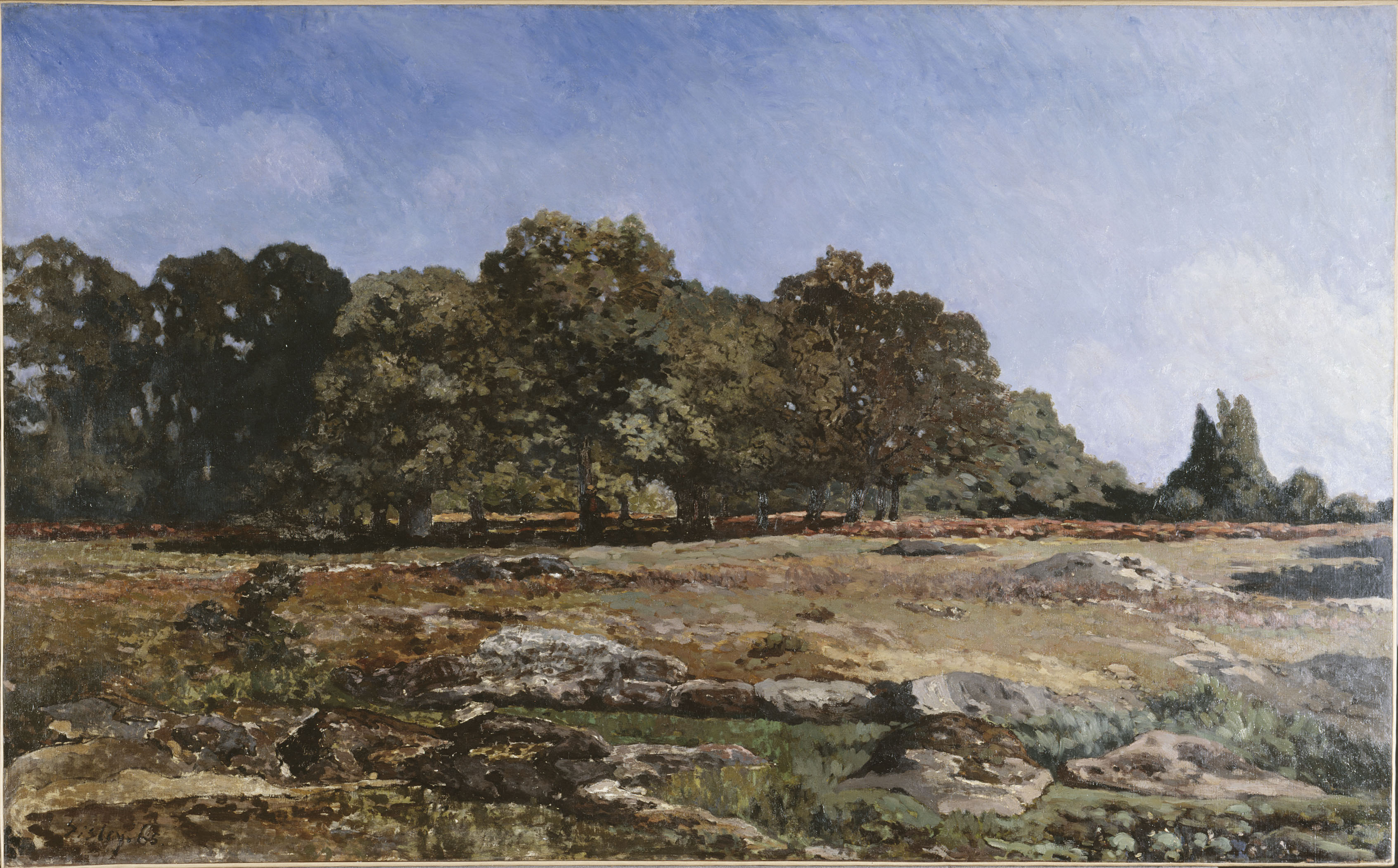
Castaños en La-Celle-Saint-Cloud, por Alfred Sisley, 1865, Petit Palais. Donación de Joseph Duveen.

Duveen realizó numerosas donaciones, principalmente a museos británicos. Financió la construcción de la Galería Duveen, en el Museo Británico, inaugurada en 1939, para albergar los Mármoles de Elgin, así como una nueva ala de la Tate Gallery: iniciada en 1908 a iniciativa de su propio padre y continuada por él, el «ala Turner» comprende cinco salas donde se exponen los cuadros de J. M. W. Turner. El arquitecto encargado de ejecutar el proyecto fue W. H. Romaine-Walker.
Aunque era poco apreciado en Francia por el asunto de la compra de la colección de Rodolphe Kann, realizó sin embargo una veintena de donaciones a museos franceses: por ejemplo, en 1920 donó Le Village de Knocke, de Camille Pissarro, Baigneuse a Perros-Guirec de Maurice Denis y Le Vieillard au bâton de Paul Gauguin, al Petit Palais; en 1926, donó los cuadros Le Violon (Centro Pompidou) de Georges Dufrénoy y Le Quartier Saint-Romain à Anse de Maurice Utrillo; y nuevamente, en 1931, donó La Femme à la colombe, de Marie Laurencin.

## Polémicas
Joseph Duveen estuvo igualmente en el centro de diversas polémicas. Por ejemplo, cuando ofreció construir para el Museo Británico una sala destinada a conservar los mármoles salidos del Partenón (comprados por el Estado británico en 1816 a lord Elgin), ordenó una restauración completa de dichos mármoles, eliminando su pátina y los pocos restos de colores originales. El Museo Británico reconoció en 1999 que «los daños causados en esta época son irreparables».
Duveen también estuvo implicado en ocho procesos por «difamación y depreciación de mercancía»: como comerciante y experto, emitió varias veces, incluso respecto a transacciones en las cuales no estaba, en principio, implicado, juicios que pretendían sembrar dudas en el comprador potencial. Duveen, posteriormente, compraba la pieza así devaluada por una cantidad simbólica para luego revenderla por una fortuna. Estas actuaciones no son habituales actualmente en el mercado del arte, puesto que son sancionadas internacionalmente.
Otro método utilizado por Duveen, que era una figura conocida en las subastas, consistía en hacer circular el rumor de que no pujaría por una pieza y que dejaría a sus competidores quedársela, o, a la inversa en anunciar públicamente que intentaría hacerse con la pieza en cuestión: en ambos casos mentía, con el fin de acabar adquiriendo el objeto al mejor precio.
Su cuñado y colega René Gimpel (1881-1945), esposo de su hermana Florence, lo recuerda en varias entradas de su Diario de un coleccionista marchante de cuadros 1918-1939, de 1963 (Journal d'un collectionneur marchand de tableaux 1919-1939) y recoge este comentario a raíz de una discrepancia surgida entre ellos a propósito de la autenticidad de un cuadro de un pintor primitivo francés de la colección Frick, uno de los clientes de Duveen : « [Duveen] no tiene ningún conocimiento de pintura, únicamente vende apoyado en certificados de expertos, pero su inteligencia le ha permitido sostener una fachada agrietada en este país donde hay todavía tan pocos connaisseurs. »

## Títulos y vida privada

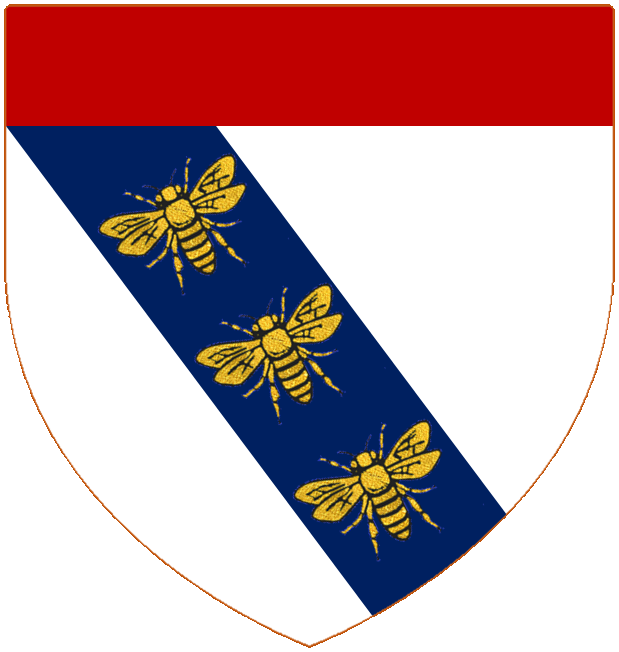
Armas del barón Duveen.

Por sus acciones filantrópicas, Joseph Duveen fue nombrado caballero del Imperio británico en 1919,  siendo después elevado al título de baronet de Millbank en la Ciudad de Westminster, y finalmente, al rango de barón de Duveen, el 2 de febrero de 1933, integrándose como un par  en la Cámara de los Lores.
Contrajo matrimonio con Elsie Salomon (1881–1963), originaria de Nueva York, el 31 de julio de 1899. El matrimonio tuvo una hija en común, Dorothy Rose (1903–1985), quien dirigió durante mucho tiempo el Duveen Estate.
Joseph Duveen falleció en su domicilio londinense el 25 de mayo de 1939, a la edad de 69 años, y está enterrado en el Willesden United Synagogue Cemetery (Londres). Al no tener heredero varón, sus títulos nobiliarios se extinguieron con él.